# Altopiano Antartico
L'Altopiano Antartico (o plateau antartico) è una vasta area completamente glaciale dell'entroterra del continente antartico.

## Descrizione
Si estende per parecchie migliaia di chilometri intorno al Polo Sud, principalmente nell'Antartide Orientale, lontano dalle coste antartiche, ad una quota media sul livello medio dei mari di quasi 3.000 m, scoperto da Ernest Shackleton durante la spedizione antartica sulla Nimrod, nel 1908, che lo raggiunse superando il ghiacciaio Beardmore.
La sua altitudine, combinata con la latitudine interamente compresa entro il circolo polare antartico, fanno sì che l'altopiano rappresenti di fatto la zona più fredda del pianeta Terra. I lunghi inverni antartici, caratterizzati dalla particolarità del Kernlose winter, vedono infatti cadere le temperature fino a sotto i -80 °C in caso di periodi piuttosto lunghi di stabilità del tempo atmosferico. 
In questi casi viene favorito un imponente irraggiamento con conseguente inversione termica, causata dalla stratificazione e deposito delle masse d'aria gelida, più pesanti, verso il suolo, e formazione di un intenso cuscino freddo. Improvvisi rialzi di temperatura, anche di 40 °C, possono occorrere in seguito ad occasionali avvezioni settentrionali. Condizioni simili sono la causa dell'assenza totale di forme di vita.